# غازي البوليوي
غازي البوليوي (بالإنجليزية: Ghazi Albuliwi)‏ هو كاتب سيناريو ومخرج وممثل أمريكي، ولد في 13 يونيو 1976 في الأردن.

## وصلات خارجية
- غازي البوليوي على موقع IMDb (الإنجليزية)
- غازي البوليوي على موقع ألو سيني (الفرنسية)
- غازي البوليوي على موقع أول موفي (الإنجليزية)
- غازي البوليوي على موقع قاعدة بيانات الفيلم (الإنجليزية)
- غازي البوليوي على موقع كينوبويسك (الروسية)